# Деккен, Карл Клаус фон дер
Карл Клаус фон дер Деккен (1833—1864) — немецкий исследователь Восточной Африки.

## Биография
Сначала состоял на военной службе в Ганновере. В 1860 году отправился из Занзибара через Кильва в страну Мезуле, но первое путешествие закончилось неудачей. В том же 1861 г. он отправился с Торнтоном из Момбаса в горы Килиманджаро, составил карту озера Джиппе, исследовал связь Луми с Руфу. В 1862 г. опять отправился с Керстеном в горы Килиманджаро; они дошли до Массаи, прошли через Джапа, королевства Уру и Моши и поднялись на Килиманджаро до 4600 м.
В 1863 году Деккен совершил морскую поездку к различным пунктам восточного берега Африки и на остров Соединения. Затем отправился в Европу и организовал новую большую экспедицию, на двух пароходах, для исследования рек Сабаки, Тана и Джубба и прилегающих к ним малоизученных областей, населённых галла, сомали и другими народами. После исследования устьев Тана Деккен в 1864 г. со всей экспедицией вошел в реку Джубба. Полтора месяца спустя Деккен погиб в боях с сомалийцами.
Коллекции Деккена были подарены музеям Берлинского университета, а результаты путешествий изданы под названием: «Karl Klaus von der D-s Reisen in Ost-Afrika, 1859—65» (1869—79).